# Byram cum Sutton
Byram cum Sutton är en civil parish i Storbritannien.   Den ligger i grevskapet North Yorkshire och riksdelen England, i den centrala delen av landet, 260 km norr om huvudstaden London. Orten har 1 434 invånare (2011).